# Sur Caribe
Sur Caribe es una orquesta de Santiago de Cuba. Su director musical Ricardo Leyva que escribe la mayoría de sus canciones, se unió con ella en 1987.

## Discografía

### Con To´ (2002)
1. El poder de las mujeres (4:10) Ricardo Leyva
2. El sábado es sensacional (4:48) Ricardo Leyva
3. ¿Cómo se lo digo? (3:45) Ricardo Leyva
4. En este mundo loco (4:51) Ricardo Leyva
5. Canten (5:06) Polo Montañez
6. El permiso de mamá y papá (4:25) Ricardo Leyla
7. Gracias por tu presencia (3:12) Ricardo Leyva
8. Guajira con tumbao (4:03) Piloto y Vera
9. Problemas con caray (3:53) 	Ricardo Leyva
10. El gustazo (4:58) 	Ricardo Leyva
11. Jugaste a quererme (4:29) Popy Domínguez
12. Para que te vuelvas (4:31) Ricardo Leyva

### Caminando (2004)
1. Aprendí caminando (4:02) Ricardo Leyva
2. Por y para María (4:20) Ricardo Leyva
3. La pelota de la suerte (4:09) Ricardo Leyva
4. ¡Oh! La barbería (3:34) Ricardo Leyva
5. De los dientes para afuera (5:40) Ricardo Leyva
6. Tu fenómeno (3:35) Ricardo Leyva
7. Tu negro está sufriendo (5:52) Ricardo Leyva
8. Ponte que te toca ahora (4:10) Ricardo Leyva
9. Tu caramelo soy yo (5:16) Rubén Cuesta P. (Candyman)
10. S.O.S. Lluvia (4:05) Ricardo Leyva
11. Y si miro al mar, mujer (4:11) Carlos Rafael Más
12. Como un sol (6:40) Ricardo Leyva

### Credenciales (2005)
1. Mis credenciales (4:24) Ricardo Leyva
2. Sin papeles no (4:37) Ricardo Leyva
3. El patatún (4:00) Ricardo Leyva
4. Yo soy tu varón (3:04) Ricardo Leyva
5. Don dinero (4:08) Ricardo Leyva
6. Que sucede men (3:21) Ricardo Leyva
7. Muévete así que te queda bien (3:13) Ricardo Leyva
8. De mi corazón te quiero fuera (5:23) Ricardo Leyva
9. Somos todos (3:10) Ricardo Leyva
10. No hay que darse un tiro (4:08) Ricardo Leyva
11. Lejos de Santiago (4:40) Ricardo Leyva
12. Quiéreme tú (3:42) Ricardo Leyva
13. Añoranza por la conga (4:15) Ricardo Leyva
14. Track Multimedia